# میتسوهیرو تودا
میتسوهیرو تودا (ژاپنی: 戸田 光洋؛ زادهٔ ۱۰ سپتامبر ۱۹۷۷) بازیکن فوتبال اهل ژاپن است.
از باشگاه‌هایی که در آن بازی کرده‌است می‌توان به باشگاه فوتبال توکیو و باشگاه فوتبال شیمیزو اس-پالس اشاره کرد.